# Marin Ghica
Marin Ghica (n. 18 octombrie 1908, Bragadiru, România – d. 1 august 1943, Bolintin-Vale, România) a fost un pilot român de aviație, as al Aviației Române din cel de-al Doilea Război Mondial.
Căpitanul av. Marin Ghica a fost decorat cu Ordinul Virtutea Aeronautică de război cu spade, clasa Crucea de Aur cu 1 baretă (11 octombrie 1941) „pentru eroismul cu care a sburat în fruntea escadrilei sale. Are 2 avioane distruse la sol și un post de A. c. A. inamice. A fost în tot timpul luptelor un minunat exemplu de vitejie pentru escadrila sa” și clasa Crucea de Aur cu 2 barete (4 noiembrie 1941) „pentru vitejia cu care și-a condus Escadrila în 54 ieșiri la inamic și în 14 lupte aeriene, când unitatea sa a doborât 16 avioane inamice”.

## Decorații
- Ordinul „Virtutea Aeronautică” de Război cu spade, clasa Crucea de Aur cu 1 baretă (11 octombrie 1941)[3]
- Ordinul „Virtutea Aeronautică” de Război cu spade, clasa Crucea de Aur cu 2 barete (4 noiembrie 1941)[4]